# Trevi (rione de Roma)
Trevi es el segundo rione de Roma, Italia, indicado con R. II. Su escudo está formado por tres espadas en diagonal sobre fondo rojo. El origen de su nombre no es seguro. Sin embargo, la hipótesis más acreditada es que provenga del latino trivium, que procede de la confluencia de tres calles en la Piazzetta dei Crociferi, situata al lado de la moderna Piazza di Trevi.

## Historia
Durante la Roma republicana, este rione formaba parte de la tercera región; y durante la Roma imperial estaba dividida entre la sexta (llamada Alta Semita) y la séptima (llamada Via Lata). En la Roma Antigua había en el actual rione Trevi amplias agrupaciones de casas privadas entre las que se erigían algunos edificios monumentales. Desde la época romana, esta zona estaba dividida en dos partes principales: la baja, llana y cercana al río, y la alta, montañosa. La primera era un centro de las actividades de la ciudad, mientras que la segunda era esencialmente una rica zona residencial.
Tras la caída del Imperio la zona montañosa se fue despoblando mientras la población tendía a concentrarse en la zona llana. La urbanización siguió a la población: las construcciones eran numerosas cerca del Tíber mientras que prácticamente no se construyó nada en la zona de colinas hasta el Renacimiento.
En 1600 la urbanización, construcción de calles, iglesias y fuentes habían hecho que todo el rione Trevi estuviera densamente poblado, y su aspecto se mantuvo esencialmente inalterado hasta finales del siglo XIX. El Quirinal, aislado parcialmente de la parte más densamente poblada cerca del Tíber, tendía a transformarse en un centro de poder albergando numerosos palacios representativos del poder papal.
En 1811, durante la ocupación napoléonica, se decidió que el Quirinal debía convertirse en un verdadero centro del poder imperial. Este proyecto no se realizó a causa de la caída de Napoleón, pero la idea se mantuvo y fue retomada parcialmente en la planificación urbanística de Roma capital tras el 1870. De hecho, muchos ministerios italianos se sitúan actualmente en el rione Trevi.
Esto transformó completamente el aspecto de la parte montañosa del rione, que entonces no era una zona densamente poblada rica en callejuelas, iglesias y palacios monumentales.
El monumento más célebre del rione es la fontana de Trevi.

## La Città dell'acqua

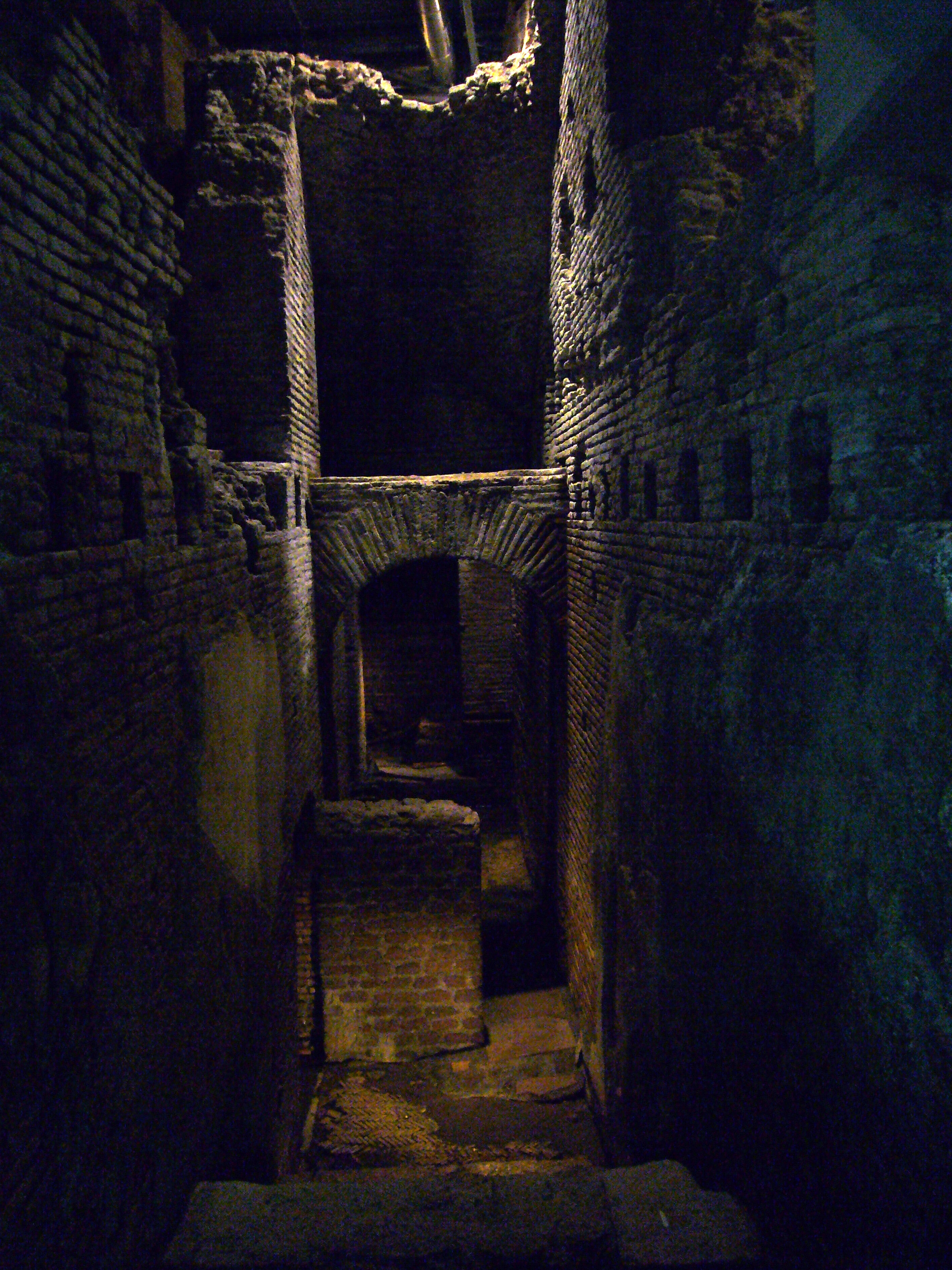
Restos del Vicus Caprarius (siglos I-IV). Con unos 6 m de altura sobre la calle, debía tener al menos dos plantas.

El hecho de que el Aqua Virgo no haya estado nunca en estado de ruina total es testimoniado, entre otras cosas, por la bimilenaria estratificación de construcciones presentes en la zona del Trivium (que era el nombre original de la zona donde actualmente se sitúa la fontana de Trevi).
A finales de los años noventa, durante las excavaciones para la renovación y consolidación de un grupo de inmuebles cerca de la fuente, se descubrió una enorme y compleja zona arqueológica, actualmente reorganizada y visitable con el título La città dell'acqua ("La ciudad del agua" en italiano).
Se descubrieron los restos de una insulae de la época de Nerón que daba hacia el Vicus caprarius, convertida posteriormente en parte de una domus señorial, a mediados del siglo IV, y en parte en una gran cisterna de recogida del Acqua Vergine. En la misma zona, colocados encima de los precedentes, se sacaron a la luz también restos de edificios de los siglos XII y XIII; de la urbanización de esta época son también visibles los restos en el pórtico medieval conservado en el lado de la plaza, de frente a la fuente.

## Otros restos arqueológicos
- Complesso di via in Arcione
- Caserma dei corazzieri
- Palazzo del Quirinale

## Límites
Estas son las calles o plazas que hacen de límite entre Trevi y los rioni colindantes:
- Sallustiano: Via Bissolati, Largo di Santa Susanna
- Castro Pretorio: Piazza San Bernardo, Via Venti Settembre
- Monti: Via del Quirinale, Piazza del Quirinale, Via Ventiquattro Maggio, Largo Magnanapoli
- Pigna: Piazza Venezia, Via del Corso, Piazza San Marcello
- Colonna: Via del Tritone, Piazza Barberini
- Ludovisi: Via di San Basilio

## Plazas
| - Piazza Barberini - Piazza della Madonna di Loreto - Piazza dell'Oratorio - Piazza della Pilotta - Piazza Poli - Piazza del Quirinale | - Piazza SS.Apostoli - Piazza S.Bernardo - Piazza S.Marcello - Piazza S.Silvestro - Largo di S.Susanna - Piazza Scanderbeg |

## Calles
| - Via dell'Archetto - Via in Arcione - Vicolo in Arcione - Via degli Avignonesi - Vicolo del Babuccio - Via Barberini - Vicolo Barberini - Via del Basilico - Via C.Battisti - Via del Boccaccio - Via del Carmine - Via della Cordonata - Via del Corso - Via dei Crociferi - Via della Dataria - Via dei Fornari - Vicolo del Forno - Vicolo del Gallinaccio - Via dei Giardini - Via del Lavatore - Via dei Lucchesi - Via Magnanapoli - Via del Mancino - Via dei Maroniti - Vicolo dei Maroniti - Via M.Minghetti - Vicolo dei Modelli - Salita di Monte Cavallo - Salita di S.Nicola da Tolentino - Vicolo del Monticello - Via del Mortaro - Via delle Muratte - Via della Panetteria - Via della Pilotta - Vicolo del Piombo | - Via Poli - Vicolo del Puttarello - Via delle Quattro Fontane - Via Quattro Novembre - Via del Quirinale - Via Rasella - Via dei Sabini - Via dei SS.Apostoli - Via di S.Basilio - Vicolo di S.Bernardo - Via di S.Eufemia - Via di S.Marcello - Via di S.Maria in Via - Via dello Scalone - Vicolo Scanderbeg - Vicolo Scavolino - Galleria Sciarra - Vicolo Sciarra - Via dei Serviti - Via delle Scuderie - Galleria A.Sordi - Via della Stamperia - Via del Traforo - Via delle Tre Cannelle - Via del Tritone - Via dell'Umiltà - Vicolo dell'Umiltà - Via del Vaccaro - Via Venti Settembre - Via Ventiquattro Maggio - Via delle Vergini |

## Edificios
- Palazzo Barberini
- Palazzo del Bufalo alle Fratte
- Palazzo Chigi-Odescalchi
- Palazzo della Consulta
- Palazzo Colonna
- Palazzo Gentili del Drago
- Palacio Mancini
- Palazzo Mengarini
- Palazzo Poli
- Palazzo del Quirinale
- Palazzo di Propaganda Fide
- Palazzo Valentini
- Palazzo Scanderbeg

## Iglesias

### Iglesias en uso
| - San Marcello al Corso - Oratorio del Crocifisso - Madonna dell’Archetto - Santi Apostoli - Santa Maria di Loreto - Santissimo Nome di Maria - Santa Maria del Carmine alle Tre Cannelle - Santa Croce e San Bonaventura dei Lucchesi - Santa Maria dell'Umiltà - Santa Rita da Cascia alle Vergini - Santi Vincenzo e Anastasio | - Santa Maria in Trivio - Oratorio del Santissimo Sacramento (Roma) - Santa Maria in Via - Santi Claudio e Andrea dei Borgognoni - San Basilio agli Orti Sallustiani - San Pietro Canisio agli Orti Sallustiani - San Nicola da Tolentino - Santa Susanna - San Silvestro al Quirinale - Sant'Andrea degli Scozzesi |

### Iglesias desconsagradas
- San Giovanni della Ficozza

### Iglesias desaparecidas
- Santi Angeli Custodi al Tritone
- Sant'Andrea de Biberatica

### Iglesias no católicas
- Saint Andrew's Church of Scotland
- Chiesa evangelica valdese in Trevi

## Museos y otros monumentos
- Fontana de Trevi
- Fontana del Tritone
- Las Quattro Fontane
- Museo nazionale delle paste alimentari